# Głuptak (system obrony przeciwminowej)
Głuptak (System głębinowy obrony przeciwminowej OPM kryptonim „Głuptak”) – polski głębinowy system obrony przeciwminowej przeznaczony dla Marynarki Wojennej. Opracowany został przez zespół pod kierunkiem dr hab. inż. Lecha Rowińskiego, prof. nadzw. PG z Katedry Projektowania Okrętów i Robotyki Podwodnej Wydziału Oceanotechniki i Okrętownictwa Politechniki Gdańskiej.

## Budowa
System obrony przeciwminowej (OPM) wykorzystuje mały, zdalnie sterowany pojazd o długości ok. 1 m i kształcie przypominającym torpedę. Napędzany niewielkimi śrubami poruszanymi przez silniki elektryczne służy do przenoszenia efektora niszczącego minę morską przy pomocy kumulacyjnego ładunku wybuchowego. W czasie takiej operacji pojazd również ulega zniszczeniu. W wersji ćwiczebnej może być wykorzystywany do rozpoznania.
Pojazd wyposażony jest w obrotową głowicę o ruchomości pełnej półsfery, przeznaczoną do celowania w miny morskie. Głowica mieści kumulacyjny ładunek bojowy z zapalnikiem, kamerę TV, sonar i dwa emitery promieni światła laserowego pozwalające na precyzyjne celowanie kierunkiem działania strumienia kumulacyjnego. Budowa umożliwia celowanie w bok, a nie tylko na wprost jak inne podobne urządzenia na świecie. Pojazd ma zdolność skutecznego działania w warunkach silnych prądów o prędkości do 2 m/s.

## Zastosowanie
Przeznaczeniem systemu jest identyfikacja i neutralizacja obiektów niebezpiecznych znajdujących się w toni, spoczywających na dnie, a także częściowo zagrzebanych w mule i ukrytych za przeszkodami terenowymi. Głuptak może operować na głębokości od 5 do 200 m. Podobne systemy są używane także przez inne floty NATO.
Pojazdy „Głuptak” opracowane na Politechnice Gdańskiej wchodzą w skład wyposażenia niszczyciela min ORP „Kormoran”, który wszedł do służby w Marynarce Wojennej w 2017.
W celu zwiększenia zasięgu Głuptaka, może być on zainstalowany na zdalnie kierowanym pojeździe podwodnym Morświn, skonstruowanym na Politechnice Gdańskiej.

## Wyróżnienia
System zdobył wyróżnienie „za najlepszy patent za wynalazek, prawo ochronne na wzór użytkowy lub prawo z rejestracji wzoru przemysłowego, chroniony prawem własności przemysłowej, uzyskany w wyniku realizacji badań naukowych lub prac rozwojowych” w V Konkursie na najlepszą pracę naukową i wdrożenie z obszaru obronności.